# 28-я пехотная дивизия (США)
28-я пехотная дивизия (англ. 28th Infantry Division) — дивизия Армии Национальной гвардии ВС США, сформирована из национальной гвардии штата Пенсильвания.
Прозвище — «Дивизия Ключевой Камень» (Keystone Division) происходит от дивизионной эмблемы, на которой изображён красный «ключевой» (замковый) камень — печать штата Пенсильвания. Девиз: Кати́ вперед (Roll on).

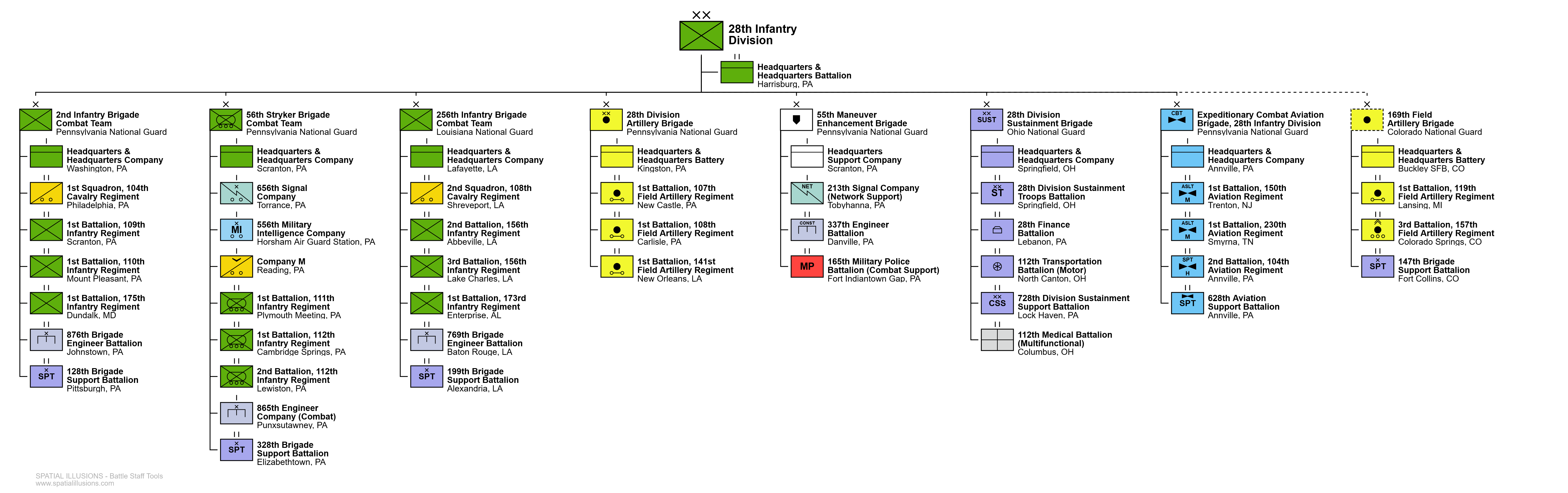
ОШС 28-й пд США на 2024 год.

## История
Изначально дивизия создана для войны с Испанией в 1898 году, но не получила боевого применения. Во время мексиканской экспедиции, в 1916 переброшена на границу с Мексикой для обеспечения защиты от нападения повстанцев Панчо Вилья, где находилась до марта 1917 года.

## Первая мировая война
Переброшена во Францию на Западный фронт в мае 1918 года. В составе 1-й американской армии генерала Першинга принимала участие в сражении на Ипр-Лис, во второй битве на Марне, Сен-Миельской и Мёз-Арагонской операциях. Расформирована 17 мая 1919 года.
Потери дивизии за время войны составили 2165 убитыми и 11974 раненными.

## Вторая мировая война
Сформирована 17 февраля 1941 года в Кемп-Ливингстон, Луизиана. Состав: 109, 110, 112-й пехотные полки; 108-й (сред.), 107, 109, 229-й (лег.) полевые артиллерийские батальоны.
Дивизия прибыла на фронт во Франции 22 июля 1944 года и сразу приняла участие в операции "Кобра". Части дивизии участвовали в параде на Елисейских полях в Париже 29 августа 1944 года. С 19 сентября по 16 декабря дивизия принимала участие в битве в Хюртгенском лесу. Зимой 1944/45 в составе войск США отражавших немецкое наступление в Арденнах. 
Вернулась в США 2 августа 1945 года. Расформирована 13 декабря 1945 года.
За все время дивизия потеряла 2316 человек убитыми, 9609 раненными и 3953 пленными. Еще 884 остаются пропавшими без вести.

## Командиры
- генерал-майор Эдуард Мартин (февраль 1941 — декабрь 1941 гг.)
- генерал-майор Дж. Г. Орд (январь 1942 — май 1942 гг.)
- генерал-майор Омар Н. Бредли (июнь 1942 — январь 1943 гг.)
- генерал-майор Ллойд Браун (январь 1943 — август 1944 гг.)
- бригадный генерал Джеймс Э. Уортон (13 августа 1944 года — пробыл на должности несколько часов, выбыл из строя по ранению).
- генерал-майор Норман Д.Кота (август 1944 — декабрь 1945 гг.)

## В искусстве
- Фильм "Когда молчат фанфары". Фильм рассказывает об участии 28-й дивизии в сражении в Хюртгенском лесу